# Sulsula parvimana
Sulsula parvimana là một loài nhện trong họ Oonopidae.
Loài này thuộc chi Sulsula. Sulsula parvimana được Eugène Simon miêu tả năm 1910.